# Kim Esty
Kim Esty är en kanadensisk popsångerska, född i Toronto. Hennes föräldrar är från Österrike och Tyskland.
1993 fick hon ett globalt genombrott med låten Summer in the streets. Esty försökte upprepa hitframgången med låten Funky Little Beat, som hade hyfsad framgång i bland annat Kanada.
1998 samarbetade hon med Boomtang Boys och sjöng låten Squeezetoy, vars text har sexuella undertoner. Låten blev början på ett samarbete mellan Kim och Boomtang Boys. 1999 åkte de på turné ihop. Kim sjöng flera av Boomtangs låtar på deras "Best Of"-skiva.